# 10388 Zhuguangya
10388 Zhuguangya eller 1996 YH3 är en asteroid i huvudbältet som upptäcktes den 25 december 1996 av Beijing Schmidt CCD Asteroid Program vid Xinglong-observatoriet. Den är uppkallad efter den kinesiske kärnfysikern Zhu Guangya.
Asteroiden har en diameter på ungefär 22 kilometer och den tillhör asteroidgruppen Ursula.